# Oettern
Oettern é um município da Alemanha, situado no distrito de Weimarer Land, no estado da Turíngia. Tem 3,61 km² de área, e sua população em 2019 foi estimada em 119 habitantes.